# If〜ひとり思う〜
「if〜ひとり思う〜」（イフ ひとりおもう）は、2015年7月1日にビーイングから発売された蓮花の1枚目のシングル。

## 解説
デビュー作となった本作はニンテンドー3DS「ファイアーエムブレムif」テーマソング。
蓮花は表題曲について「行き場の無い気持ちや、終わり無い孤独を抱えて生きているのは自分だけではなくきっと沢山の人が私と同じように声にならない思いを抱えて生きていると感じています。人の痛みを感じ寄り添いながら、“誰か”が言葉にできない思いを綴り、歌で表現していきたいと心から思っています。きれいごとではなく真実の思いを偽りのない言葉で表現し、人の心の闇に陽射しが差し込むような、そんな歌を届けられるアーティストになりたいと思います」とコメントしている。
当ゲームを開発したインテリジェントシステムズ音楽担当者は力強さと儚さの双方を表現できる歌声を追求した上、多くの候補者があった中から「歌を聞いた瞬間に、蓮花だと思いました」と蓮花の起用理由をコメントしている。初回限定盤は当ゲームのキャラクターデザインを務めるコザキユースケ氏のファイアーエムブレムifのヒロインアクアの原画絵コンテレプリカと表題曲のプロモーションビデオを収録したDVD付き。
アルバム「星の羽ばたく夜は」は、ボーナストラックとして声優のLynnとコラボレーションした曲が収録される。

## 収録曲
CD
1. if～ひとり思う～
作詞：前田耕平　作曲・編曲：森下弘生
2. rebirth
作詞：蓮花　作曲：紫水一里　編曲：古井弘人
3. 笑顔の影
作詞：蓮花　作曲・編曲：大西俊也
4. if～ひとり思う～ Blue Forest Version
編曲：池田大介

DVD
1. if～ひとり思う～ (Original Music Video)
2. if～ひとり思う～ (Short Version)